# Quironia johnsoni
Quironia johnsoni är en ormstjärneart som beskrevs av A.H. Clark 1934. Quironia johnsoni ingår i släktet Quironia och familjen Hemieuryalidae. Inga underarter finns listade i Catalogue of Life.